# Търговия на дребно без търговия с автомобили и мотоциклети
Търговията на дребно без търговия с автомобили и мотоциклети е отрасъл на икономиката в Статистическата класификация на икономическите дейности за Европейската общност, подразделение на търговията и ремонта на автомобили и мотоциклети.
Той включва основната част от търговията на дребно – препродажбата на стоки за лично или домакинско потребление в специализирани или неспециализирани магазинни, на пазари, чрез доставка с куриер и други.